# Commercial Union Assurance Grand Prix 1975
El Commercial Union Assurance Grand Prix 1975 és el circuit de tennis professional masculí de l'any 1975 organitzat per l'International Lawn Tennis Federation (ILTF). Fou la sisena edició del circuit de tennis Grand Prix i consistia amb els torneigs de tennis reconeguts per la ILTF. Els torneigs es disputaren entre el 26 de desembre de 1974 i el 14 de desembre de 1975. Durant els quatre primers mesos de l'any no es disputava cap torneig perquè es disputava el circuit rival World Championship Tennis (de gener a principis maig).

## Calendari
Taula sobre el calendari complet dels torneigs que pertanyen a la temporada 1975 del Grand Prix. També s'inclouen els vencedors dels quadres individuals i dobles de cada torneig.
| Llegenda                 |
| ------------------------ |
| Grand Slam               |
| Grand Prix Masters       |
| Grup AA                  |
| Grup A                   |
| Grup B                   |
| Esdeveniments per equips |

| Data d'inici   | Torneig            | Superfície   | Guanyador/s                                                 | Finalista/es                                                     |
| -------------- | ------------------ | ------------ | ----------------------------------------------------------- | ---------------------------------------------------------------- |
| 26 de desembre | Open d'Austràlia   | Gespa        | John Newcombe                                               | Jimmy Connors                                                    |
| 26 de desembre | Open d'Austràlia   | Gespa        | John Alexander / Phil Dent                                  | Bob Carmichael / Allan Stone                                     |
| 5 de maig      | Múnic              | Terra batuda | Guillermo Vilas                                             | Karl Meiler                                                      |
| 5 de maig      | Múnic              | Terra batuda | Wojciech Fibak / Jan Kodeš                                  | Milan Holecek / Balázs Taróczy                                   |
| 12 de maig     | Bournemouth        | Terra batuda | Manuel Orantes                                              | Onny Parun                                                       |
| 12 de maig     | Bournemouth        | Terra batuda | Juan Gisbert / Manuel Orantes                               | Syd Ball / Dick Crealy                                           |
| 12 de maig     | Bournemouth        | Terra batuda | Sharon Walsh / David Lloyd                                  | Lesley Charles / Mike Farrell                                    |
| 19 de maig     | Hamburg            | Terra batuda | Manuel Orantes                                              | Jan Kodeš                                                        |
| 19 de maig     | Hamburg            | Terra batuda | Juan Gisbert / Manuel Orantes                               | Wojciech Fibak / Jan Kodeš                                       |
| 26 de maig     | Roma               | Terra batuda | Raúl Ramírez                                                | Manuel Orantes                                                   |
| 26 de maig     | Roma               | Terra batuda | Brian Gottfried / Raúl Ramírez                              | Jimmy Connors / Ilie Năstase                                     |
| 26 de maig     | Düsseldorf         | Terra batuda | Jaime Fillol                                                | Jan Kodeš                                                        |
| 26 de maig     | Düsseldorf         | Terra batuda | François Jauffret / Jan Kodeš                               | Harald Elschenbroich / Hans Kary                                 |
| 3 de juny      | Roland Garros      | Terra batuda | Björn Borg                                                  | Guillermo Vilas                                                  |
| 3 de juny      | Roland Garros      | Terra batuda | Brian Gottfried / Raúl Ramírez                              | John Alexander / Phil Dent                                       |
| 3 de juny      | Roland Garros      | Terra batuda | Fiorella Bonicelli / Thomaz Koch                            | Pam Teeguarden / Jaime Fillol                                    |
| 17 de juny     | Nottingham         | Gespa        | Tom Okker                                                   | Tony Roche                                                       |
| 17 de juny     | Nottingham         | Gespa        | Charlie Pasarell / Roscoe Tanner                            | Tom Okker / Marty Riessen                                        |
| 24 de juny     | Wimbledon          | Gespa        | Arthur Ashe                                                 | Jimmy Connors                                                    |
| 24 de juny     | Wimbledon          | Gespa        | Vitas Gerulaitis / Sandy Mayer                              | Colin Dowdeswell / Allan Stone                                   |
| 24 de juny     | Wimbledon          | Gespa        | Margaret Court / Marty Riessen                              | Betty Stöve / Allan Stone                                        |
| 7 de juliol    | Båstad             | Terra batuda | Manuel Orantes                                              | José Higueras                                                    |
| 7 de juliol    | Båstad             | Terra batuda | Ove Bengtson / Björn Borg                                   | Juan Gisbert / Manuel Orantes                                    |
| 7 de juliol    | Gstaad             | Terra batuda | Ken Rosewall                                                | Karl Meiler                                                      |
| 7 de juliol    | Gstaad             | Terra batuda | Jürgen Fassbender / Hans-Jürgen Pohmann                     | Colin Dowdeswell / Ken Rosewall                                  |
| 7 de juliol    | Kitzbühel          | Terra batuda | Adriano Panatta                                             | Jan Kodeš                                                        |
| 7 de juliol    | Kitzbühel          | Terra batuda | Paolo Bertolucci / Adriano Panatta                          | Patrice Dominguez / François Jauffret                            |
| 14 de juliol   | Chicago            | Moqueta      | Roscoe Tanner                                               | John Alexander                                                   |
| 14 de juliol   | Chicago            | Moqueta      | John Alexander / Phil Dent                                  | Mike Cahill / John Whitlinger                                    |
| 14 de juliol   | Hilversum          | Terra batuda | Guillermo Vilas                                             | Željko Franulović                                                |
| 14 de juliol   | Hilversum          | Terra batuda | Wojciech Fibak / Guillermo Vilas                            | Željko Franulović / John Lloyd                                   |
| 21 de juliol   | Washington DC      | Terra batuda | Guillermo Vilas                                             | Harold Solomon                                                   |
| 21 de juliol   | Washington DC      | Terra batuda | Bob Lutz / Stan Smith                                       | Brian Gottfried / Raúl Ramírez                                   |
| 28 de juliol   | Louisville         | Terra batuda | Guillermo Vilas                                             | Ilie Năstase                                                     |
| 28 de juliol   | Louisville         | Terra batuda | No disputada                                                | Wojciech Fibak / Guillermo Vilas Vijay Amritraj / Anand Amritraj |
| 28 de juliol   | Cincinnati         | Dura         | Tom Gorman                                                  | Sherwood Stewart                                                 |
| 28 de juliol   | Cincinnati         | Dura         | Phil Dent / Cliff Drysdale                                  | Marcello Lara / Joaquin Loyo-Mayo                                |
| 4 d'agost      | Indianapolis       | Terra batuda | Manuel Orantes                                              | Arthur Ashe                                                      |
| 4 d'agost      | Indianapolis       | Terra batuda | Juan Gisbert / Manuel Orantes                               | Brian Gottfried / Raúl Ramírez                                   |
| 4 d'agost      | North Conway       | Terra batuda | Jimmy Connors                                               | Ken Rosewall                                                     |
| 4 d'agost      | North Conway       | Terra batuda | Haroon Rahim / Erik Van Dillen                              | John Alexander / Phil Dent                                       |
| 11 d'agost     | Toronto            | Dura         | Manuel Orantes                                              | Ilie Năstase                                                     |
| 11 d'agost     | Toronto            | Dura         | Cliff Drysdale / Raymond Moore                              | Jan Kodeš / Ilie Năstase                                         |
| 11 d'agost     | Columbus           | Dura         | Vijay Amritraj                                              | Bob Lutz                                                         |
| 11 d'agost     | Columbus           | Dura         | Bob Lutz / Stan Smith                                       | Jürgen Fassbender / Hans-Jürgen Pohmann                          |
| 18 d'agost     | Boston             | Terra batuda | Björn Borg                                                  | Guillermo Vilas                                                  |
| 18 d'agost     | Boston             | Terra batuda | Brian Gottfried / Raúl Ramírez                              | John Andrews / Mike Estep                                        |
| 18 d'agost     | South Orange       | Terra batuda | Ilie Năstase                                                | Bob Hewitt                                                       |
| 18 d'agost     | South Orange       | Terra batuda | Jimmy Connors / Ilie Năstase                                | Dick Crealy / John Lloyd                                         |
| 25 d'agost     | US Open            | Terra batuda | Manuel Orantes                                              | Jimmy Connors                                                    |
| 25 d'agost     | US Open            | Terra batuda | Jimmy Connors / Ilie Năstase                                | Tom Okker / Marty Riessen                                        |
| 25 d'agost     | US Open            | Terra batuda | Rosemary Casals / Dick Stockton                             | Billie Jean King / Fred Stolle                                   |
| 15 de setembre | Los Angeles        | Dura         | Arthur Ashe                                                 | Roscoe Tanner                                                    |
| 15 de setembre | Los Angeles        | Dura         | Anand Amritraj / Vijay Amritraj                             | Cliff Drysdale / Marty Riessen                                   |
| 22 de setembre | San Francisco      | Moqueta (i)  | Arthur Ashe                                                 | Guillermo Vilas                                                  |
| 22 de setembre | San Francisco      | Moqueta (i)  | Fred McNair / Sherwood Stewart                              | Allan Stone / Kim Warwick                                        |
| 29 de setembre | Maui               | Dura         | Jimmy Connors                                               | Sandy Mayer                                                      |
| 29 de setembre | Maui               | Dura         | Fred McNair / Sherwood Stewart                              | Jeff Borowiak / Haroon Rahim                                     |
| 6 d'octubre    | Madrid             | Terra batuda | Jan Kodeš                                                   | Adriano Panatta                                                  |
| 6 d'octubre    | Madrid             | Terra batuda | Jan Kodeš / Ilie Năstase                                    | Juan Gisbert / Manuel Orantes                                    |
| 6 d'octubre    | Melbourne          | Dura (i)     | Brian Gottfried                                             | Harold Solomon                                                   |
| 6 d'octubre    | Melbourne          | Dura (i)     | Ross Case / Geoff Masters                                   | Brian Gottfried / Raúl Ramírez                                   |
| 13 d'octubre   | Sydney             | Dura (i)     | Stan Smith                                                  | Bob Lutz                                                         |
| 13 d'octubre   | Sydney             | Dura (i)     | Brian Gottfried / Raúl Ramírez                              | Ross Case / Geoff Masters                                        |
| 13 d'octubre   | Barcelona          | Terra batuda | Björn Borg                                                  | Adriano Panatta                                                  |
| 13 d'octubre   | Barcelona          | Terra batuda | Björn Borg / Guillermo Vilas                                | Wojciech Fibak / Karl Meiler                                     |
| 20 d'octubre   | Teheran            | Terra batuda | Eddie Dibbs                                                 | Iván Molina                                                      |
| 20 d'octubre   | Teheran            | Terra batuda | Juan Gisbert / Manuel Orantes                               | Bob Hewitt / Frew McMillan                                       |
| 20 d'octubre   | Perth              | Dura         | Harold Solomon                                              | Sandy Mayer                                                      |
| 20 d'octubre   | Perth              | Dura         | Brian Gottfried / Raúl Ramírez                              | Ross Case / Geoff Masters                                        |
| 27 d'octubre   | Manila             | Dura         | Ross Case                                                   | Corrado Barazzutti                                               |
| 27 d'octubre   | Manila             | Dura         | Ross Case / Geoff Masters                                   | Syd Ball / Kim Warwick                                           |
| 27 d'octubre   | París              | Dura (i)     | Tom Okker                                                   | Arthur Ashe                                                      |
| 27 d'octubre   | París              | Dura (i)     | Wojciech Fibak / Karl Meiler                                | Ilie Năstase / Tom Okker                                         |
| 2 de novembre  | Estocolm           | Dura (i)     | Adriano Panatta                                             | Jimmy Connors                                                    |
| 2 de novembre  | Estocolm           | Dura (i)     | Bob Hewitt / Frew McMillan                                  | Charlie Pasarell / Roscoe Tanner                                 |
| 2 de novembre  | Tòquio             | Dura         | Raúl Ramírez                                                | Manuel Orantes                                                   |
| 2 de novembre  | Tòquio             | Dura         | Brian Gottfried / Raúl Ramírez                              | Juan Gisbert / Manuel Orantes                                    |
| 9 de novembre  | Edimburg/Londres   | Moqueta      | Eddie Dibbs                                                 | Jimmy Connors                                                    |
| 9 de novembre  | Edimburg/Londres   | Moqueta      | Wojciech Fibak / Karl Meiler                                | Jimmy Connors / Ilie Năstase                                     |
| 9 de novembre  | Buenos Aires       | Terra batuda | Guillermo Vilas                                             | Adriano Panatta                                                  |
| 9 de novembre  | Buenos Aires       | Terra batuda | Paolo Bertolucci / Adriano Panatta                          | Jürgen Fassbenders / Hans-Jürgen Pohmann                         |
| 9 de novembre  | Hong Kong          | Dura         | Tom Gorman                                                  | Sandy Mayer                                                      |
| 9 de novembre  | Hong Kong          | Dura         | Tom Okker / Ken Rosewall                                    | Bob Carmichael / Sandy Mayer                                     |
| 16 de novembre | Johannesburg       | Dura         | Harold Solomon                                              | Brian Gottfried                                                  |
| 16 de novembre | Johannesburg       | Dura         | Bob Hewitt / Frew McMillan                                  | Karl Meiler / Charlie Pasarell                                   |
| 16 de novembre | Johannesburg       | Dura         | Ilana Kloss / Byron Bertram JoAnne Russell / Scott Carnahan | Títol compartit                                                  |
| 16 de novembre | Calcuta            | Terra batuda | Vijay Amritraj                                              | Manuel Orantes                                                   |
| 16 de novembre | Calcuta            | Terra batuda | Juan Gisbert / Manuel Orantes                               | Anand Amritraj / Vijay Amritraj                                  |
| 30 de novembre | Estocolm           | Dura (i)     | Ilie Năstase                                                | Björn Borg                                                       |
| 30 de novembre | Estocolm           | Dura (i)     | Juan Gisbert / Manuel Orantes                               | Jürgen Fassbender / Hans-Jürgen Pohmann                          |
| 14 de desembre | Copa Davis (Final) |              | Suècia                                                      | Txecoslovàquia                                                   |

## Estadístiques
La següent taula mostra el nombre de títols aconseguits de forma individual (I), dobles (D) i dobles mixtes (X) aconseguits per cada tennista i també per països durant la temporada 1975. Els torneigs estan classificats segons la seva categoria dins el calendari Grand Prix 1975: Grand Slams, Grand Prix Masters, Grup AA, Grup A, Grup B i Grup C. L'ordre del jugadors s'ha establert a partir del nombre total de títols i llavors segons la categoria dels títols.

### Títols per tennista
| Total | Tennista            | Grand Slam | Grand Slam | Grand Slam | Grand Prix Masters | Grand Prix Masters | Grup AA | Grup AA | Grup A | Grup A | Grup B | Grup B | Resum | Resum | Resum |
| Total | Tennista            | I          | D          | X          | I                  | D                  | I       | D       | I      | D      | I      | D      | I     | D     | X     |
| ----- | ------------------- | ---------- | ---------- | ---------- | ------------------ | ------------------ | ------- | ------- | ------ | ------ | ------ | ------ | ----- | ----- | ----- |
| 12    | Manuel Orantes      | 1          |            |            |                    | 1                  | 3       | 3       |        | 1      | 2      | 1      | 6     | 6     | 0     |
| 8     | Raúl Ramírez        |            | 1          |            |                    |                    | 2       | 4       |        |        |        | 1      | 2     | 6     | 0     |
| 7     | Brian Gottfried     |            | 1          |            |                    |                    |         | 4       |        |        | 1      | 1      | 1     | 6     | 0     |
| 7     | Guillermo Vilas     |            |            |            |                    |                    | 2       |         | 1      | 1      | 2      | 1      | 5     | 2     | 0     |
| 6     | Juan Gisbert        |            |            |            |                    | 1                  |         | 3       |        | 1      |        | 1      | 0     | 6     | 0     |
| 5     | Ilie Năstase        |            | 1          |            | 1                  |                    |         |         |        | 1      | 1      | 1      | 2     | 3     | 0     |
| 5     | Björn Borg          | 1          |            |            |                    |                    | 1       |         | 1      | 1      |        | 1      | 3     | 2     | 0     |
| 4     | Jimmy Connors       |            | 1          |            |                    |                    |         |         |        |        | 2      | 1      | 2     | 2     | 0     |
| 4     | Adriano Panatta     |            |            |            |                    |                    | 1       |         |        | 1      | 1      | 1      | 2     | 2     | 0     |
| 4     | Jan Kodeš           |            |            |            |                    |                    |         |         | 1      | 1      |        | 2      | 1     | 3     | 0     |
| 4     | Wojciech Fibak      |            |            |            |                    |                    |         |         |        | 1      |        | 3      | 0     | 4     | 0     |
| 3     | Arthur Ashe         | 1          |            |            |                    |                    | 2       |         |        |        |        |        | 3     | 0     | 0     |
| 3     | Phil Dent           |            | 1          |            |                    |                    |         |         |        |        |        | 2      | 0     | 3     | 0     |
| 3     | Stan Smith          |            |            |            |                    |                    | 1       | 1       |        |        |        | 1      | 1     | 2     | 0     |
| 3     | Tom Okker           |            |            |            |                    |                    | 1       |         |        |        | 1      | 1      | 2     | 1     | 0     |
| 3     | Vijay Amritraj      |            |            |            |                    |                    |         | 1       | 1      |        | 1      |        | 2     | 1     | 0     |
| 3     | Ross Case           |            |            |            |                    |                    |         |         | 1      | 1      |        | 1      | 1     | 2     | 0     |
| 2     | John Alexander      |            | 1          |            |                    |                    |         |         |        |        |        | 1      | 0     | 2     | 0     |
| 2     | Bob Hewitt          |            |            |            |                    |                    |         | 2       |        |        |        |        | 0     | 2     | 0     |
| 2     | Frew McMillan       |            |            |            |                    |                    |         | 2       |        |        |        |        | 0     | 2     | 0     |
| 2     | Eddie Dibbs         |            |            |            |                    |                    | 1       |         | 1      |        |        |        | 2     | 0     | 0     |
| 2     | Harold Solomon      |            |            |            |                    |                    | 1       |         |        |        | 1      |        | 2     | 0     | 0     |
| 2     | Roscoe Tanner       |            |            |            |                    |                    |         | 1       |        |        | 1      |        | 1     | 1     | 0     |
| 2     | Cliff Drysdale      |            |            |            |                    |                    |         | 1       |        |        |        | 1      | 0     | 2     | 0     |
| 2     | Bob Lutz            |            |            |            |                    |                    |         | 1       |        |        |        | 1      | 0     | 2     | 0     |
| 2     | Fred McNair         |            |            |            |                    |                    |         | 1       |        |        |        | 1      | 0     | 2     | 0     |
| 2     | Sherwood Stewart    |            |            |            |                    |                    |         | 1       |        |        |        | 1      | 0     | 2     | 0     |
| 2     | Paolo Bertolucci    |            |            |            |                    |                    |         |         |        | 1      |        | 1      | 0     | 2     | 0     |
| 2     | Geoff Masters       |            |            |            |                    |                    |         |         |        | 1      |        | 1      | 0     | 2     | 0     |
| 2     | Karl Meiler         |            |            |            |                    |                    |         |         |        | 1      |        | 1      | 0     | 2     | 0     |
| 2     | Tom Gorman          |            |            |            |                    |                    |         |         |        |        | 2      |        | 2     | 0     | 0     |
| 2     | Ken Rosewall        |            |            |            |                    |                    |         |         |        |        | 1      | 1      | 1     | 1     | 0     |
| 1     | John Newcombe       | 1          |            |            |                    |                    |         |         |        |        |        |        | 1     | 0     | 0     |
| 1     | Thomaz Koch         |            |            | 1          |                    |                    |         |         |        |        |        |        | 0     | 0     | 1     |
| 1     | Marty Riessen       |            |            | 1          |                    |                    |         |         |        |        |        |        | 0     | 0     | 1     |
| 1     | Dick Stockton       |            |            | 1          |                    |                    |         |         |        |        |        |        | 0     | 0     | 1     |
| 1     | Anand Amritraj      |            |            |            |                    |                    |         | 1       |        |        |        |        | 0     | 1     | 0     |
| 1     | Vitas Gerulaitis    |            |            |            |                    |                    |         | 1       |        |        |        |        | 0     | 1     | 0     |
| 1     | Sandy Mayer         |            |            |            |                    |                    |         | 1       |        |        |        |        | 0     | 1     | 0     |
| 1     | Raymond Moore       |            |            |            |                    |                    |         | 1       |        |        |        |        | 0     | 1     | 0     |
| 1     | Charlie Pasarell    |            |            |            |                    |                    |         | 1       |        |        |        |        | 0     | 1     | 0     |
| 1     | Byron Bertram       |            |            |            |                    |                    |         | 1(*)    |        |        |        |        | 0     | 0     | 1     |
| 1     | Scott Carnahan      |            |            |            |                    |                    |         | 1(*)    |        |        |        |        | 0     | 0     | 1     |
| 1     | Jaime Fillol        |            |            |            |                    |                    |         |         |        |        | 1      |        | 1     | 0     | 0     |
| 1     | Ove Bengtson        |            |            |            |                    |                    |         |         |        |        |        | 1      | 0     | 1     | 0     |
| 1     | Jürgen Fassbender   |            |            |            |                    |                    |         |         |        |        |        | 1      | 0     | 1     | 0     |
| 1     | François Jauffret   |            |            |            |                    |                    |         |         |        |        |        | 1      | 0     | 1     | 0     |
| 1     | Hans-Jürgen Pohmann |            |            |            |                    |                    |         |         |        |        |        | 1      | 0     | 1     | 0     |
| 1     | Haroon Rahim        |            |            |            |                    |                    |         |         |        |        |        | 1      | 0     | 1     | 0     |
| 1     | Erik Van Dillen     |            |            |            |                    |                    |         |         |        |        |        | 1      | 0     | 1     | 0     |
| 1     | David Lloyd         |            |            |            |                    |                    |         |         |        |        |        | 1(*)   | 0     | 0     | 1     |

### Títols per país
| Total | País                | Grand Slam | Grand Slam | Grand Slam | Grand Prix Masters | Grand Prix Masters | Grup AA | Grup AA | Grup A | Grup A | Grup B | Grup B | Resum | Resum | Resum |
| Total | País                | I          | D          | X          | I                  | D                  | I       | D       | I      | D      | I      | D      | I     | D     | X     |
| ----- | ------------------- | ---------- | ---------- | ---------- | ------------------ | ------------------ | ------- | ------- | ------ | ------ | ------ | ------ | ----- | ----- | ----- |
| 32    | Estats Units        | 1          | 3          | 2          |                    |                    | 5       | 8(*)    | 1      |        | 7      | 4      | 15    | 15    | 3     |
| 12    | Espanya             | 1          |            |            |                    | 1                  | 3       | 3       |        | 1      | 2      | 1      | 6     | 6     | 0     |
| 9     | Austràlia           | 1          | 1          |            |                    |                    |         |         | 1      | 1      | 1      | 4      | 3     | 6     | 0     |
| 8     | Mèxic               |            | 1          |            |                    |                    | 2       | 4       |        |        |        | 1      | 2     | 6     | 0     |
| 7     | Argentina           |            |            |            |                    |                    | 2       |         | 1      | 1      | 2      | 1      | 5     | 2     | 0     |
| 5     | Romania             |            | 1          |            | 1                  |                    |         |         |        | 1      | 1      | 1      | 2     | 3     | 0     |
| 5     | Suècia              | 1          |            |            |                    |                    | 1       |         | 1      | 1      |        | 1      | 3     | 2     | 0     |
| 5     | Sud-àfrica          |            |            |            |                    |                    |         | 4(*)    |        |        |        | 1      | 0     | 4     | 1     |
| 4     | Itàlia              |            |            |            |                    |                    | 1       |         |        | 1      | 1      | 1      | 2     | 2     | 0     |
| 4     | Txecoslovàquia      |            |            |            |                    |                    |         |         | 1      | 1      |        | 2      | 1     | 3     | 0     |
| 4     | Polònia             |            |            |            |                    |                    |         |         |        | 1      |        | 3      | 0     | 4     | 0     |
| 3     | Índia               |            |            |            |                    |                    |         | 1       | 1      |        | 1      |        | 2     | 1     | 0     |
| 3     | Països Baixos       |            |            |            |                    |                    | 1       |         |        |        | 1      | 1      | 2     | 1     | 0     |
| 3     | Alemanya Occidental |            |            |            |                    |                    |         |         |        | 1      |        | 2      | 0     | 3     | 0     |
| 1     | Brasil              |            |            | 1          |                    |                    |         |         |        |        |        |        | 0     | 0     | 1     |
| 1     | Xile                |            |            |            |                    |                    |         |         |        |        | 1      |        | 1     | 0     | 0     |
| 1     | França              |            |            |            |                    |                    |         |         |        |        |        | 1      | 0     | 1     | 0     |
| 1     | Pakistan            |            |            |            |                    |                    |         |         |        |        |        | 1      | 0     | 1     | 0     |
| 1     | Regne Unit          |            |            |            |                    |                    |         |         |        |        |        | 1(*)   | 0     | 0     | 1     |

- (*) Títol de dobles mixtos.

## Rànquings

### Individual
| Rànquing individual ATP 1975 | Rànquing individual ATP 1975 | Rànquing individual ATP 1975 | Rànquing individual ATP 1975 | Rànquing individual ATP 1975 | Rànquing individual ATP 1975 |
| Pos.                         | Tennista                     | Punts                        | Torneigs                     | Ant.                         | Mov.                         |
| ---------------------------- | ---------------------------- | ---------------------------- | ---------------------------- | ---------------------------- | ---------------------------- |
| 1                            | Jimmy Connors                |                              |                              | 1                            | =                            |
| 2                            | Guillermo Vilas              |                              |                              | 5                            | 3                            |
| 3                            | Björn Borg                   |                              |                              | 3                            | =                            |
| 4                            | Arthur Ashe                  |                              |                              | 7                            | 3                            |
| 5                            | Manuel Orantes               |                              |                              | 11                           | 6                            |
| 6                            | Ken Rosewall                 |                              |                              | 9                            | 3                            |
| 7                            | Ilie Năstase                 |                              |                              | 10                           | 3                            |
| 8                            | John Alexander               |                              |                              | 26                           | 18                           |
| 9                            | Roscoe Tanner                |                              |                              | 14                           | 5                            |
| 10                           | Rod Laver                    |                              |                              | 4                            | 6                            |
| 11                           | Tom Okker                    |                              |                              | 6                            | 5                            |
| 12                           | Tony Roche                   |                              |                              | 27                           | 15                           |
| 13                           | Raúl Ramírez                 |                              |                              | 19                           | 6                            |
| 14                           | Adriano Panatta              |                              |                              | 38                           | 24                           |
| 15                           | Vitas Gerulaitis             |                              |                              | 45                           | 30                           |
| 16                           | Jaime Fillol                 |                              |                              | 31                           | 15                           |
| 17                           | Harold Solomon               |                              |                              | 16                           | 1                            |
| 18                           | Eddie Dibbs                  |                              |                              | 22                           | 4                            |
| 19                           | Jan Kodes                    |                              |                              | 17                           | 2                            |
| 20                           | John Newcombe                |                              |                              | 2                            | 18                           |

## Distribució de punts
| Categoria  | G   | F  | SF | QF | R16 | R32 | R64 |
| Grand Slam | 120 | 90 | 60 | 30 | 15  | 7   | 3   |
| Grup AA    | 80  | 60 | 40 | 20 | 10  | 5   | −   |
| Grup A     | 60  | 45 | 30 | 15 | 7   | 3   | −   |
| Grup B     | 40  | 30 | 20 | 10 | 5   | −   | −   |